# 창고기목
창고기(lancelet)는 두삭동물아문에 속하는 대표적인 동물로, 보통 유두동물의 자매군으로 보고 있다. 활유어(蛞蝓魚)라고도 한다. 온대 또는 열대 지방 바다의 얕은 부분의 모래 속에서 발견되곤 한다. 플로리다창고기(Branchiostoma floridae)의 게놈 염기서열 분석이 완료되었다.눈 대신 시세포가 있다.

## 하위 과
- 아심메트론과 (Asymmetronidae)
  - 아심메트론속 (Asymmetron) Andrews, 1893
    - 루카얀아심메트론 (Asymmetron lucayanum)
    - 남부아심메트론 (Asymmetron inferum)

  - 에피고니크티스속 (Epigonichthys) Peters, 1876
    - 오스트레일리아창고기 (Epigonichthys australis)
    - 바산창고기 (Epigonichthys bassanus)
    - Epigonichthys cingalense
    - Epigonichthys cultellus
    - Epigonichthys hectori
    - 루카얀창고기 (Epigonichthys lucayanum)
    - 몰디브창고기 (Epigonichthys maldivensis)
- 창고기과 (Branchiostomidae)
  - 창고기속 (Branchiostoma) Costa, 1834
    - Branchiostoma belcheri
    - 캘리포니아창고기 (Branchiostoma californiense)
    - Branchiostoma capense
    - 카리브창고기 (Branchiostoma caribaeum)
    - Branchiostoma clonaseum
    - 플로리다창고기 (Branchiostoma floridae)
    - 창고기 (Branchiostoma lanceolatum)
    - Branchiostoma minucauda
    - Branchiostoma moretonensis
    - Branchiostoma valdiviae
    - 버지니아창고기 (Branchiostoma virginiae)